# 10 이어스
10 이어스(10 Years)는 미국의 록 밴드이다.

## 구성원
스튜디오
라이브